# مانويل إيزيدورو سواريز
مانويل إيزيدورو سواريز (بالإسبانية: Manuel Isidoro Suárez)‏ هو عسكري أرجنتيني، ولد في 1799 في بوينس آيرس في الأرجنتين، وتوفي في 1846 في مونتفيدو في الأوروغواي.